# Ґавджеллу (Марказі)
Ґавджеллу (перс. گاوجلو) — село в Ірані, у дегестані Сарук, у бахші Сарук, шагрестані Фараган остану Марказі. За даними перепису 2006 року, його населення становило 143 особи, що проживали у складі 32 сімей.

## Клімат
Середня річна температура становить 12,13°C, середня максимальна – 31,27°C, а середня мінімальна – -10,36°C. Середня річна кількість опадів – 274 мм.
| Клімат поселення                              | Клімат поселення | Клімат поселення | Клімат поселення | Клімат поселення | Клімат поселення | Клімат поселення | Клімат поселення | Клімат поселення | Клімат поселення | Клімат поселення | Клімат поселення | Клімат поселення | Клімат поселення |
| Показник                                      | Січ.             | Лют.             | Бер.             | Квіт.            | Трав.            | Черв.            | Лип.             | Серп.            | Вер.             | Жовт.            | Лист.            | Груд.            |                  |
| Середній максимум, °C                         | 8,18             | 10,13            | 14,38            | 19,81            | 24,39            | 30,92            | 31,27            | 30,18            | 25,70            | 20,71            | 13,79            | 7,92             |                  |
| Середня температура, °C                       | −1,09            | 0,85             | 5,11             | 10,52            | 15,12            | 21,64            | 25,25            | 24,17            | 19,67            | 14,69            | 7,76             | 1,91             |                  |
| Середній мінімум, °C                          | −10,36           | −8,42            | −4,16            | 1,27             | 5,86             | 12,37            | 19,23            | 18,14            | 13,64            | 8,66             | 1,76             | −4,12            |                  |
| Норма опадів, мм                              | 41               | 35               | 48               | 37               | 34               | 7                | 1                | 1                | 0                | 8                | 24               | 38               |                  |
| Середньомісячна швидкість вітру, м/с          | 1.84             | 2.00             | 2.87             | 2.98             | 2.69             | 2.51             | 2.50             | 2.40             | 2.29             | 2.20             | 1.97             | 1.42             |                  |
| Середньомісячна сонячна радіація, кДж/м²·день | 8944             | 12173            | 14720            | 18173            | 22223            | 26908            | 25906            | 24018            | 20887            | 15392            | 10873            | 8841             |                  |
| --------------------------------------------- | ---------------- | ---------------- | ---------------- | ---------------- | ---------------- | ---------------- | ---------------- | ---------------- | ---------------- | ---------------- | ---------------- | ---------------- | ---------------- |
| Джерело:                                      |                  |                  |                  |                  |                  |                  |                  |                  |                  |                  |                  |                  |                  |